# Bieliźniarka (mebel)

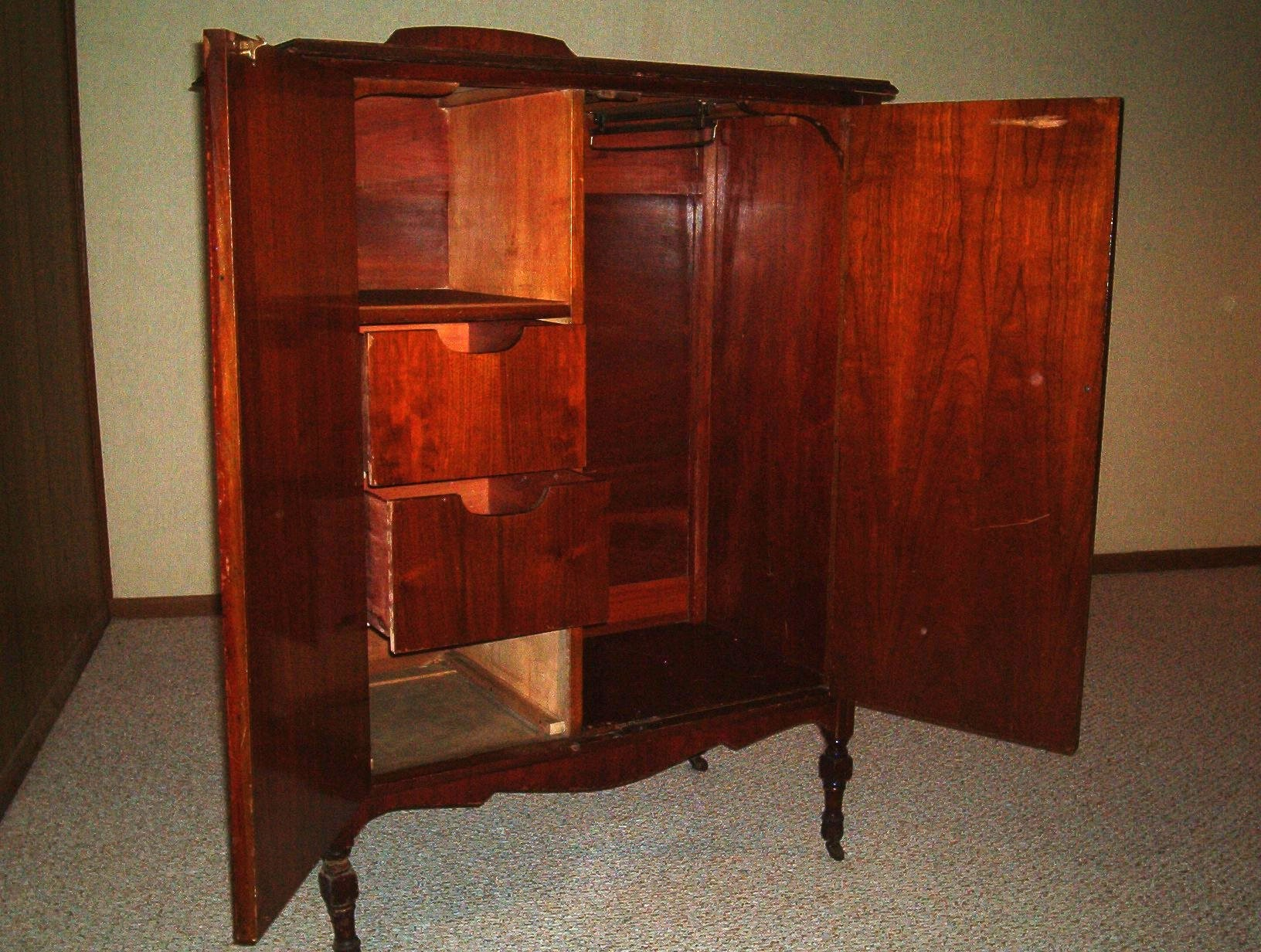
Bieliźniarka w szafie ubraniowej

Bieliźniarka – samodzielny mebel lub część szafy z półkami i szufladkami, z przeznaczeniem do przechowywania bielizny – osobistej, pościelowej i stołowej. Pojawiła się w XVIII wieku.